# Cho Myung-woo
Cho Myung-woo (* 18. März 1998) ist ein südkoreanischer Karambolagespieler und ehemaliger Junioren-Weltmeister im Dreiband.

## Karriere
Cho, er lebt in Suwon, einer der Karambolagehochburgen Südkoreas, gehört zur Riege der koreanischen Jungtalente in der internationalen Dreibandszene. Seinen ersten internationalen Erfolg erzielte er bereits im Alter von nur 15 Jahren auf der Junioren-Weltmeisterschaft 2013 im griechischen Korinth (Peloponnes). Gleich im ersten Spiel gegen den damals erst 11-jährigen griechischen Hoffnungsträger Dimitrios Seleventas zeigte er seine Spielstärke, in dem er in nur 25 Minuten die Partie mit 25:3 gewann. Zur Halbzeitpause nach nur 6 Aufnahmen führte er bereits mit 15:0. Auch der Einzeldurchschnitt (ED) von 2,083 war ein Rekord. Es blieb das beste Spiel des Turniers. Am Ende erhielt er die Bronzemedaille. Bei der folgenden WM im niederländischen Sluiskil stand er dann im Finale, musste sich aber dort dem erfahreneren Franzosen Adrien Tachoire mit 25:35 geschlagen geben. Das Jahr 2016 war sein bis dato erfolgreichstes Jahr. Im August gewann er zunächst in Tokio den Yamani Cup zu Ehren von Kim Kyung-roul und entthronte den vierfachen Weltmeister Daniel Sánchez aus Spanien. Das 11-köpfige Teilnehmerfeld war durchaus hochkarätig besetzt, unter ihnen Ryūji Umeda (Sieger 2013) und Lee Choong-bok. Im Oktober dann seine erste Medaille beim heimischen Dreiband-Weltcup in Guri. Er ist damit der jüngste Endrundenteilnehmer seit bestehen dieses Turniers. Höhepunkt war dann aber sein Sieg bei der Junioren-WM im Dezember im ägyptischen el-Guna. Dort schlug er im Finale seinen Landsmann Shin Jung-ju mit 35:25. Direkt im Anschluss nahm er beim letzten Weltcup des Jahres teil, spielte sich erneut durch alle vier Qualifikationsrunden in die Endrunde, scheiterte dort jedoch in der ersten Runde an Kang Dong-koong mit 24:40.

### 2017
Nach seinem erfolgreichen Jahr 2016 schaffte er beim ersten Weltcup 2017 im türkischen Bursa erneut den sprung in die Finalrunde, musste sich erneut in der ersten Runde geschlagen geben von seinem Landsmann Choi Sung-won. Beim zweiten Weltcup im März/April in Luxor schloss er die Qualifikation vor Lee Chung-bok ab und zog zum dritten Mal in Folge in die Finalrunde ein. Dort schlug er in der ersten Runde Altmeister Eddy Merckx aus Belgien, dann den Vietnamesen Tran Quyet Chien und schließlich den türkischen Altmeister Semih Saygıner, ehe er im Halbfinale gegen den niederländischen Weltmeister Dick Jaspers mit 40:21 verlor. Es ist seine zweite Weltcup-Bronzemedaille. Das Podium teilte er sich mit Tayfun Taşdemir aus der Türkei.
Im August 2017 wurde er erstmals, als jüngster Spieler bisher, Koreanischer Meister. Man rechnete ihm gute Chancen ein, den 3. LG Cup im September mit einer Medaille abzuschließen.

### 2018
Im Februar 2018 gelang dem erst 19-Jährigen bei einem Trainingsspiel in nur 13 Minuten eine Serie von 32 Punkten. Das in den Weblinks aufgeführte YouTube-Video spricht zwar von einem Weltrekord, es war aber keiner, da kein offizieller Schiedsrichter anwesend war und vor ihm Raymond Ceulemans in den 1990ern schon eine Serie von 32 spielte (ebenfalls inoffiziell) und Dick Jaspers 2008 eine prolongierte Serie von 34 spielte. Trotzdem eine herausragende Leistung, da eine so hohe Serie viel Erfahrung voraussetzt, die die meisten Spieler erst mit Mitte 20 besitzen.
Bei der Junioren-WM 2018 im türkischen Izmir beendete Cho sein letztes Gruppenspiel mit einem neuen Junioren-Rekord im Einzeldurchschnitt (ED) von 5,000 und übertrumpfte damit seinen eigenen Rekord vom Vorjahr (WM 2017: 4,166). Er besiegte Alperen Cebeoglu des Gastgeberlandes mit 25:3 in nur 5 Aufnahmen. Nachdem er im vorangegangenen Spiel schon den Franzosen Gwendal Marechal in 7 Aufnahmen mit 25:6 schlug (ED 3,571), schloss er die Gruppenwertung mit einem Generaldurchschnitt (GD) von 2,777 ab. Im Finale konnte er sich gegen seinen Landsmann Hang Dae-hyun durchsetzen, seine zweite Goldmedaille gewinnen und einen neuen Rekord im GD von 2,022 aufstellen. Am 15. November 2018 stellte er im heimischen Seoul den seit 2013 von Jérémy Bury gehaltenen Weltcuprekord in der Höchstserie (HS) mit 24 Punkten in seinem Qualifikationsspiel gegen den Dänen Tonny Carlsen ein.

### 2019
Beim ersten Weltcup der neuen Saison in Antalya kam er über die Gruppenphase der Hauptrunde nicht hinaus und schloss diese als Letzter ab. In Ho-Chi-Minh-Stadt
beim Weltcup Nummer zwei scheiterte er erst im Viertelfinale an dem Italiener Marco Zanetti und kam in der Endplatzierung auf Platz 5. Mit 3,333 im Einzeldurchschnitt (ED) teilte er sich den Turnierrekord mit seinem Landsmann Cho Jae-ho und Frédéric Caudron, dem späteren Sieger. Er stellte noch den Turnierrekord im Generaldurchschnitt (GD) mit 2,443auf. Im belgischen Blankenberge kam Cho in der Gruppenphase nicht an Semih Saygıner und dem späteren Finalisten Martin Horn vorbei und landete im Gesamtklassement auf Platz 19. Im Juli, beim vierten Weltcup in Porto, kam er ins Halbfinale und war dort seinem Landsmann Kim Haeng-jik unterlegen. Seinen bis dato größten Erfolg, abgesehen von den zwei Titeln bei der Junioren-WM, erzielte er Anfang September beim LG Cup in Hanam. Im Finale besiegte er den Türken Sagıner klar mit 40:16 in 17 Aufnahmen und konnte bei dem hochdotierten Turnier den Siegerscheck über 65.000 € in Empfang nehmen. Sagıner, 34 Jahre älter als der 21-jährige Cho, sagte nach dem Turnier:

„Er hat in diesem Turnier sehr stark gespielt. Ich wollte es viel besser machen, aber ich muß zugeben, […] er war sehr stark und hat mich hart bestraft.“

Bei seiner siebenten und letzten Teilnahme bei den Junioren-Weltmeisterschaften im spanischen Valencia errang er im Finale gegen seinen Landsmann Ko Jung-seo ein 35:24 in 19 Aufnahmen und holte sich seine dritte Goldmedaille. Insgesamt hat er damit sechs Medaillen bei den Junioren erspielt.
Bei seiner ersten Teilnahme am Einladungsturnier der Lausanne Billard Masters 2019 in der Schweiz konnte er sich im Viertelfinale gegen den Deutschen Martin Horn mit 40:25 in 17 Aufnahmen durchsetzen, traf im Halbfinale auf den Weltranglistenersten Dick Jaspers, dem er 22:40 unterlag und sich eine der beiden Bronzemedaillen sichern konnte.
Beim Continental Cup am Jahresende verbesserte Cho seinen persönlichen ED-Rekord auf 6,250. Er beendete das Spiel gegen Semih Saygıner aus der Türkei auf 25 Punkte in nur 4 Aufnahmen.

### 2020/21
Cho rechnet damit, dass er Anfang des Jahres seinen 18-monatigen Militärdienst antreten muss. Während dieser Zeit ist es ihm nicht erlaubt an Turnieren teilzunehmen. Auch wird er wenig Zeit zum Trainieren haben. Daher geht er davon aus, nach seiner Militärzeit nicht in gewohnter Form zu sein und Plätze in der Weltrangliste verloren zu haben.

### 2022
Anfang Februar 2022 wurde Cho aus dem Militärdienst entlassen. Die Coronakrise und die damit zusammenhängenden abgesagten Turniere, er verpasste nur vier Weltranglistenturniere (Weltcup in Antalya 2020, die Weltcups in Veghel und Scharm asch-Schaich 2021 und die Weltmeisterschaft 2021), fiel er nur auf Platz 18 der Weltrangliste zurück, eine günstige Ausgangsposition für kommende Turniere. Sein erstes Weltranglistenturnier nach seiner Militärzeit war der Weltcup 2022/1 im neu eröffneten Billardzentrum in Ankara sein. Am 10. Dezember gewann er, nach Siegen in der Finalrunde über seinen Landsmann Kim Jun-tae, Dick Jaspers aus den Niederlanden und, ebenfalls aus Südkorea, Seo Chang-hoon, das Finale gegen den Spanier Daniel Sánchez knapp mit 50:45 und sicherte sich damit seine erste Goldmedaille bei dieser Turnierserie.

## Erfolge
- World Games:  2025
- Dreiband-Weltmeisterschaft:  2025  2023
- Dreiband-Weltmeisterschaft der Junioren:  2016, 2018, 2019  2014  2013, 2017
- Dreiband-Weltcup:  2022/6, 2025/4  2023/3  2016/5, 2017/2, 2017/6, 2019/4
- LG U+ Cup 3-Cushion Masters:  2019
- Lausanne Billard Masters:  2019
- Yamani Cup:  2016
- Koreanische Meisterschaft:  2017

Quellen: